# Fanny Elsta
Fanny Rebekka Elsta, född den 26 april 1899 i Kristiania, död den 4 februari 1978 i Oslo, var en norsk sångerska (alt).
Elsta studerade i Oslo, Stockholm, Milano, Wien och Paris, debuterade som sångerska 1924 och gjorde operadebut 1932. Hon gjorde gästspel i Glucks Orfeus och Eurydike i Oslo 1935, 1946 och 1947, sjöng vid Wiener Staatsoper 1936–1937, flera gånger vid Festspelen i Salzburg och vid Wagnerfestspelen i Bayreuth 1938–1939. Utöver detta gjorde hon konsertturnéer både i Norge och i utlandet, samt en USA-turné 1947. Bland hennes roller märks Brangäne i Tristan och Isolde, Erda i Rhenguldet, Fricka i Valkyrian, Waltraute i Ragnarök, Kundry i Parsifal, Amneris i Aida och Magdalena i Wilhelm Kienzls Evangelimannen.
Hon var initiativtagare till Festspelen i Bergen, och gav 1950 ut Boken om Ellen Gulbranson.